# Aleksandr Misurkin
Aleksandr Aleksandrovič Misurkin (in russo Aлександр Aлександрович Мисуркин?; Eršičskij, 23 settembre 1977) è un cosmonauta russo.
Prese parte a due missioni di lunga durata, Sojuz TMA-08M (Expedition 35/36) e Sojuz MS-06 (Expedition 53/54), e una di breve durata Sojuz MS-20 a bordo della Stazione spaziale internazionale. 

## Biografia

### Istruzione e carriera militare
Si è diplomato alla scuola professionale di Orël nel 1994. Fino a settembre del 1998 ha studiato nella scuola per piloti dell'aviazione di Kacha, momento in cui ha proseguito il suo addestramento come pilota all'Istituto militare d'aviazione di Armavir. Nel 1999 si è diplomato con una medaglia d'oro come pilota ingegnere. Nello stesso anno è stato pilota istruttore e comandante aereo del 627º Reggimento d'addestramento di piloti all'Istituto d'aviazione di Krasnodar, fino ad ottobre 2006, anno in cui è stato selezionato come cosmonauta. Misurkin ha accumulato 1060 ore di volo sugli aerei L-39, è un pilota istruttore di prima classe, istruttore di paracadutismo e sommozzatore militare.

### Carriera di cosmonauta
Ad ottobre del 2006 è stato selezionato come candidato cosmonauta, entrando nel Corpo Cosmonauti del Centro di addestramento cosmonauti Jurij Gagarin a Star City (GCTC). Il 9 giugno 2009 ha terminato l'addestramento di base con un punteggio eccellente, diventando ufficialmente un cosmonauta.
Dal 13 al 20 luglio 2010 ha svolto un addestramento di sopravvivenza nel semi-deserto con il cosmonauta Sergei Zhukov e Sergei Gerasimenko.
Fino al 2011 ha seguito un addestramento avanzato sul programma della Stazione Spaziale (ISS), per poi esser assegnato all'equipaggio di riserva dell'Expedition 33/34 e all'equipaggio primario dell'Expedition 35/36. A luglio 2015 venne ufficializzata dal GCTC l'assegnazione all'Expedition 51/52, come comandante della Sojuz MS-04 e dell'Expedition 52, insieme ai colleghi Nikolaj Tikhonov e Mark Vande Hei. Successivamente gli equipaggi vennero modificati, e Misurkin assegnato alla Sojuz MS-06 (Expedition 53/54). Nel 2019 Roscosmos decise di modificare la Sojuz in modo da poter svolgere delle missioni spaziali sulla Sojuz con un solo cosmonauta professionista (e due passeggeri paganti) a bordo, cioè senza la presenza di un ingegnere di volo che assiste il comandante; questo comportò lo svolgimento di un addestramento apposito per i cosmonauti prescelti. Misurkin fu uno dei quattro cosmonauti scelti per ricoprire questo ruolo, insieme a Škaplerov, Artem'ev e Skvorcov. Il 31 marzo 2022 si ritirò dal corpo cosmonauti di Roscosmos.

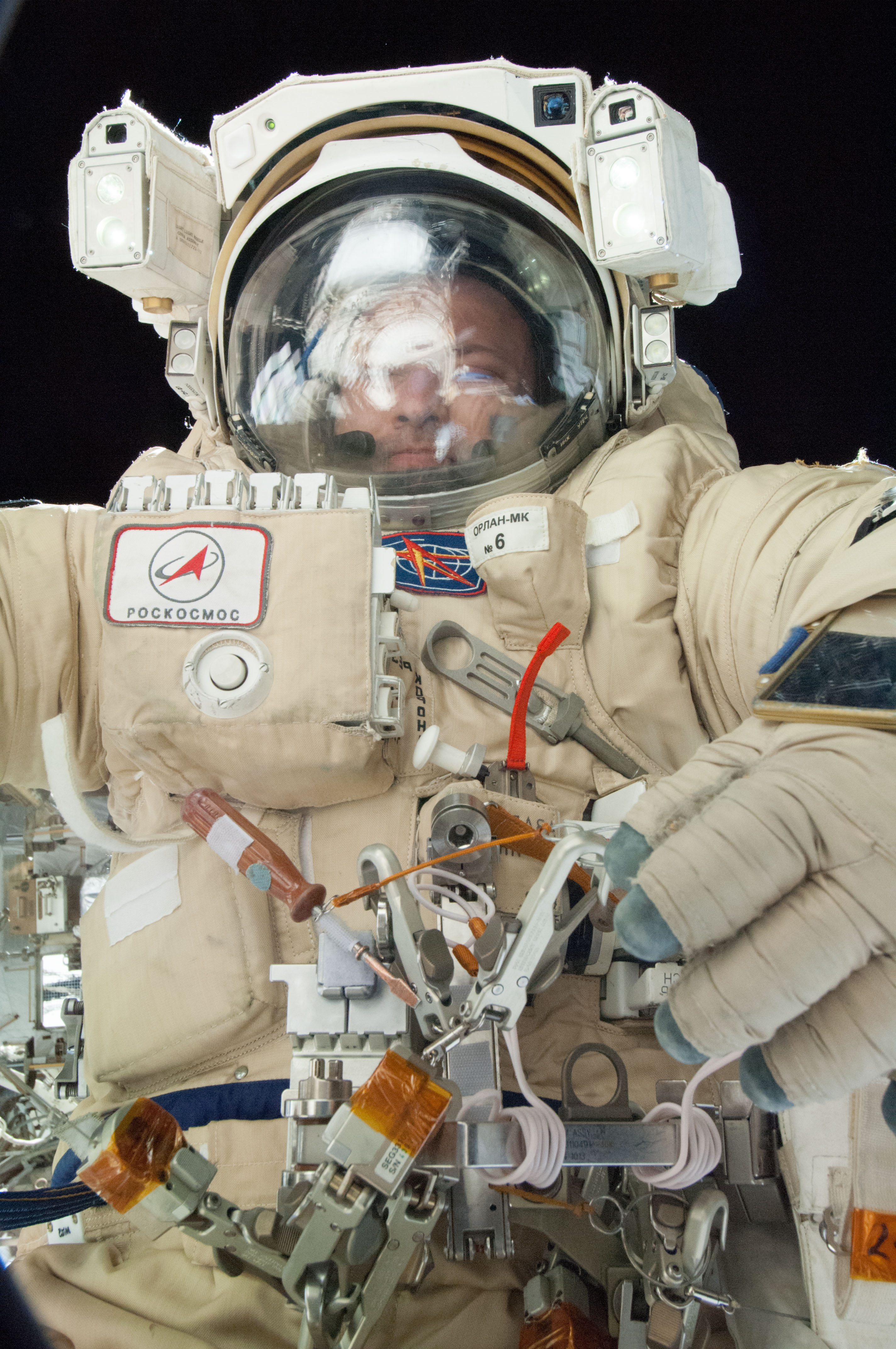
Misurkin durante un'attività extraveicolare dell'Expedition 36

#### Expedition 35/36
Il 28 marzo 2013 è partito dal Cosmodromo di Baikonur a bordo della Sojuz TMA-08M con il comandante russo Pavel Vinogradov e l'astronauta NASA Christopher Cassidy. Questa è stata la prima missione con equipaggio ad usare l'attracco veloce della Sojuz alla Stazione, in sole sei ore invece dei soliti due giorni impiegati fino ad allora. Nei 166 giorni che Misurkin ha passato in orbita ha condotto esperimenti scientifici, svolto attività di manutenzione nel segmento russo della Stazione e dato supporto durante la visita dei veicoli cargo russi e europei (ATV-4). A giugno e ad agosto 2013 ha anche eseguito tre attività extraveicolari (EVA) con il cosmonauta Fëdor Jurčichin, accumulando più di 20 ore fuori dalla Stazione. L'11 settembre 2013 è tornato sulla Terra, atterrando nelle steppe del Kazakistan.

#### Expedition 53/54
Venne lanciato per la sua seconda missione spaziale il 12 settembre 2017 dal Cosmodromo di Baikonur come comandante della Sojuz MS-06 insieme agli astronauti NASA Vande Hei e Acaba. Utilizzando il profilo di volo veloce, attraccò al modulo Poisk della Stazione Spaziale Internazionale sei ore dopo il lancio per prendere parte alle missioni di lunga durata Expedition 53/54. Dopo tre mesi di permanenza sulla ISS, la Expedtion 53 si concluse con il tipico passaggio di comando: il comandante dell'Expedition 53 Bresnik cedette il comando della Stazione Spaziale Internazionale a Misurkin per l'Expedition 54. Durante la permanenza a bordo Misurkin svolse attività scientifica, supervisionò l'attracco dei veicoli cargo Progress MS-07 e MS-08 e dello sgancio del MS-06 e la manutenzione del Segmento russo, inclusa un'attività extraveicolare di otto ore svolta all'inizio di febbraio 2018 per installare all'esterno dei componenti elettronici per le comunicazioni con il Centro di controllo. Fece ritorno sulla Terra il 28 febbraio 2018, atterrando nelle terre disabitate del Kazakistan dopo 168 giorni di missione.

#### Sojuz MS-20
Il 13 maggio 2021 vennero annunciati i due turisti spaziali per la missione di breve durata Sojuz MS-20 comandata da Misurkin: i giapponesi Yusaku Maezawa e Yozo Hirano. Il lancio della Sojuz MS-20 è avvenuto l'8 dicembre 2021 alle 9:38 ore italiane.

## Vita privata
È sposato con Olga Anatolievna Misurkina, con cui ha avuto due figli. I suoi genitori, Lyudmila Georgievna e Alexander Mikhailovich Misurkin, vivono a Orël, in Russia. Gli piace giocare a badminton, basket, sciare e fare karting.